# نیکلاس ساتر
نیکلاس ساتر (انگلیسی: Niklas Sauter؛ زادهٔ ۶ آوریل ۲۰۰۳) بازیکن فوتبال است.
وی همچنین در تیم ملی فوتبال جوانان آلمان بازی کرده‌است.